# حمید هامون
حمید هامون شخصیت اصلی فیلم هامون ساختهٔ داریوش مهرجویی است که خسرو شکیبایی بازیگر نقش اوّل آن بود.
در نظرسنجی‌ای که در سال ۱۳۸۳ توسط مجلهٔ فیلم برگزار شد، این شخصیت به‌عنوان ماندگارترین شخصیت تاریخ سینمای ایران انتخاب گردید.
در بهمن‌ماه ۱۳۹۱ یک آلبوم موسیقی به نام هامون و تنهایی با خوانندگی و ترانه‌سرایی احمد نورآیین، آهنگسازی سینا کلوت و تنظیم فراز خنافری به حمید هامون، شخصیت اصلی فیلم هامون، ساختهٔ داریوش مهرجویی تقدیم شد. در این آلبوم، یک آهنگ به نام «هامون» با محوریت شخصیت «حمید هامون» گنجانده شده است.